# Чиджын (Силла)
Чиджын (хангыль 지증왕, ханча 智證王, 437 — 514) — 22-й ван Силла, одного из трёх государств Корейского полуострова, правивший в 500 — 514 гг. Личное имя - Ким Чидэро. Был правнуком исагыма Намуля, сыном кальмунвана Сыппо и троюродным братом своего предшественника — марипкана Сочжи. Посмертное имя Чиджын означает «Явивший Мудрость».

## Правление
В правление Чиджына были предприняты первые шаги к централизации государства. Он стремился прочнее опереться на богатых крестьян и горожан, недовольных самоуправством знати и видевших в усилении централизованного государства больше возможностей для социального роста. Чиджын открыл в столице новый рынок и  принял ряд мер к поощрению пахоты на быках, строительству судов для перевозки товаров, и т. д. Мероприятия Чиджына по переселению столичного, «коренного» силлаского населения на окраины страны способствовали укреплению единородности силлаского общества.
В прямой связи с утверждением государственных начал находилось запрещение в 502 году варварского обряда человеческих жертвоприношений после смерти правителя, когда «убивали по пять мужчин и женщин для захоронения [вместе с ним]». Именно в это время в Силла воспринимаются китайские феодальные образцы для построения государственного аппарата.
В 503 году марипкан Чиджын принял титул вана и ввел устойчивое название государства — «Силла». Символическое толкование иероглифов этого названия подчеркивало, что новое государство представляет соединение («ра» или «ла» — «сеть», «ткань») различных земель, вошедших в его состав.
В это время сложилась и структура централизованного административного управления страной. В 505 г., как сообщается в «Самгук саги», «ван лично определил области (чу), округа (кун) и уезды (хён) и с учреждением области Сильджик назначил Исабу правителем этой области — кунджу. Так впервые возникло название «кунджу». Следовательно, термины «кунджу», «чу», «кун», «хён», неоднократно упоминаемые в более ранних рассказах, не могут служить в качестве неоспоримых свидетельств существования в те времена государства.
При ване Чичжыне наряду с областями, округами и уездами была установлена и согён (малая столица). Это административное устройство сохранилось и в дальнейшем, хотя менялись количество, наименование и расположение областей, округов, уездов и малых столиц. Тогда же привилась в Силла и другая «цивилизованная» традиция — давать государям после смерти посмертные храмовые имена (кор. сихо), отличавшие их от «простых смертных». Однако по-настоящему радикальные реформы начались в правление сына Чиджына, государя Попхына (514 — 540).